# Kupferhammer (Lambrecht)
Der Kupferhammer – ursprünglich Dreiherrenschmiede genannt – ist eine ehemalige Mühle innerhalb von Lambrecht. Er steht unter Denkmalschutz.

## Lage
Der Mühlenkomplex befindet sich am nordöstlichen Siedlungsrand der Stadt an der Bundesstraße 37 mit der Adresse Hauptstraße 11–13. Die Gebäude mit den Hausnummern 11 und 13 befinden sich auf der Südseite der Straße; lediglich das Gebäude mit der Hausnummer 12 liegt auf der Nordseite. Unmittelbar südlich der beiden erstgenannten verläuft der Speyerbach.
Weiter nördlich parallel zur Bundesstraße verläuft die Bahnstrecke Mannheim–Saarbrücken.

## Anlage
Beim Ensemble handelt es sich um eine ausgedehnte Mühlenanlage, die im späten 18. und im 19. Jahrhundert entstand. Das Gebäude mit der Hausnummer 11 stellt einen stattlichen,  spätbarocken Krüppelwalmdachbau dar. Nummer 12 ist ein Kellergebäude, das Ende des 18. Jahrhunderts errichtet und 1831 erweitert wurde. Nummer 13 wird mit der Jahreszahl 1815 bezeichnet. 1850 kam ein Erweiterungsbau mit Querbau hinzu.

## Geschichte
Ursprünglich trug die Mühle den Namen Dreiherrenschmiede. Dies ist darauf zurückzuführen, dass ihr Standort sich einst am Schnittpunkt der Kurpfalz, dem Hochstift Speyer und der Herrschaft der Herren von Hirschhorn befand. 1791 erwarb der Unternehmer Saladin Klein das Anwesen und baute es zu einem Kupferhammer und Sägewerk um.
Mittlerweile haben sich auf dem ehemaligen Mühlengelände auf der südlichen Straßenseite eine Autowerkstatt und ein Imbiss angesiedelt.